# روبيانات شاذة
الروبيانات الشاذة (الاسم العلمي: Anomalocaridids)، تشمل مجموعة من الحيوانات البحرية في وقت مبكر جدًا معروفة في المقام الأول من حفريات وجدت في رواسب الكمبري في الصين والولايات المتحدة وكندا وبولندا وأستراليا، كان يُعتقد لوقت طويل أنها اقتصرت على النطاق الزمني الكمبري، ولكن اكتشاف عينات كبيرة أردوفيشية مددت هذا بعض الشيء، وأظهرت الشيندرهانيس بارتيلسي الديڤونية اللاحقة العديد من ميزات الروبيانات الشاذة على الرغم من التفسير الأصلي لها بأنها مفصلية شبيهة بالروبيانات الشاذة، وتشير بعض الدراسات الحديثة أنها قد تمثل الروبيانات الشاذة، وإذا كان الأمر كذلك فإنها يمكن أن تمدد سجل المجموعة بمقدار 100 مليون سنة، وتكوينها غير المتمعدن يعني أنها غائبة عن السجل الأحفوري المتوسط.
الروبيانات الشاذة هي أكبر حيوانات الكمبري المعروفة (بعض الأشكال الصينية ربما وصل طولها إلى مترين) ومعظمها كانت آكلات لحوم على الأرجح.

## وصلات خارجية
- Anomalocaris